# Canadian Army Trophy

Canadian Army Trophy

Die Canadian Army Trophy (CAT) war ein Panzervergleichsschießen der NATO und geht auf das Jahr 1963 zurück, in dem die kanadische Regierung das Modell eines Centurion-Panzers in Silber auf einem schwarzen Sockel stiftete.

## Teilnehmer und Ziel
Um diesen Preis bewarben sich die Landstreitkräfte der in der Central Region stationierten NATO-Partner. Diese waren im Einzelnen die USA, Kanada, die Niederlande, Großbritannien, Belgien und Deutschland. Die Ziele des Wettbewerbs waren die Steigerung der Leistung im Panzerschießen im Kommandobereich Europa-Mitte sowie der internationale Vergleich der besten Panzertruppen und die Möglichkeit für die Teilnehmer, in einer kameradschaftlichen Atmosphäre zusammenzukommen.

## Austragungsorte
Ursprünglicher Austragungsort war der Truppenübungsplatz Bergen-Hohne in der Lüneburger Heide, später wurden die Wettbewerbe auch auf dem Truppenübungsplatz Grafenwöhr in der Oberpfalz ausgetragen.

## Austragungsmodus
Seitdem der Wettbewerb seinen Anfang nahm, erfuhr er in seinem Ablauf zahlreiche Veränderungen. Ursprünglich feuerten einzelne Panzer von festen Positionen. Von 1963 bis 1968 wurde der Wettbewerb einmal jährlich abgehalten, danach alle zwei Jahre in den Jahren mit ungerader Endziffer. Um den Grundsatz „Feuer und Bewegung“ besser zur Geltung zu bringen, änderten sich die Bedingungen ab 1969. Die CAT wurde nun bis 1975 derart ausgeschossen, dass der Einzelpanzer aus der Stellung und aus der Bewegung stehende und bewegliche Ziele treffen musste. 1977 und 1979 erfolgte das Gefecht als Panzergruppe, also mit jeweils zwei Panzern. Zudem wurde ein Munitionsbonus eingeführt, um neben den Trefferergebnissen auch einen sparsamen Umgang mit der Munition zu bewerten. 1981 fand die CAT als Gefechtsschießen des Panzerzuges, also mit vier Panzern, statt.
Zum Abschluss des Wettbewerbs im Jahre 1981 schlug CINCENT (alliierte Streitkräfte Europa Mitte), unterstützt von den Teilnehmernationen, vor, für bessere Wege zu sorgen, die Ziele zu erreichen und den wahren Charakter der Veranstaltung zum Ausdruck zu bringen, nämlich einen Wettbewerb unter Einbeziehung der Landstreitkräfte der Central Region. So fand 1983 die erste Veranstaltung zwischen wetteifernden Panzerzügen der NORTHAG (Heeresgruppe Nord) und CENTAG (Heeresgruppe Mitte) statt.
In der zuletzt aktualisierten Form beinhaltete die CAT das Schießen und Fortbewegen eines Zuges über einen Kurs, der die Fähigkeiten der teilnehmenden Panzereinheiten unter realistischen Bedingungen testen sollte. Die erfolgreiche Operation eines Zuges hing nun von der Genauigkeit des einzelnen Panzers und der Feuerleitung durch den Zug ab. Jeder Zug hatte zusammen 32 stehende und bewegliche Hauptwaffenziele und 80 MG-Ziele (falling plates) zu bekämpfen. Die versteckten Hauptwaffenziele wurden in einer Entfernung von maximal 2000 Metern aufgestellt und wurden jeweils 40 Sekunden sichtbar gemacht, wobei eine kurze Bekämpfungszeit zu einem Zeitbonus führte.
Ein Ziel galt als erfolgreich bekämpft, wenn es mindestens einen Treffer aufwies. Jeder Panzer war mit 12 Schuss Panzermunition und 250 Schuss MG-Munition ausgerüstet. Ein sparsamer Umgang mit der vorhandenen Munition brachte ebenfalls Bonuspunkte ein.
Die Trophäe wurde nun, unabhängig von der Einzelleistung des besten Zuges, an das siegreiche Heeresgruppenteam überreicht. Die Canadian Army Trophy wurde zum letzten Mal im Jahr 1991 ausgetragen.
Für das CAT-Schießen 1993 war das Panzerbataillon 214 aus Augustdorf vorgesehen, welches schon im Stadium der Vorbereitung war, als das Projekt aus Kostengründen eingestellt wurde.

## Siegertafel
Wettkampfzeitraum 1963 bis 1991